# Weißrückenspecht
Der Weißrückenspecht (Dendrocopos leucotos) ist eine in Mitteleuropa seltene Buntspechtart. Sie wird der Unterfamilie der Echten Spechte in der Familie der Spechte (Picidae) zugeordnet.
Der Weißrückenspecht ist die größte Art der Dendrocopos-Spechte. Er ist auf totholzreiche ursprüngliche Wälder angewiesen, die er in Mitteleuropa nur mehr in den Alpen, dem Apennin und dem Balkangebirge vorfindet. Er ernährt sich vor allem von im Totholz lebenden Käfern und deren Entwicklungsstufen.
Die 12 Unterarten sind vor allem in den südlichen Mischwaldbereichen der Taiga von Mittelskandinavien ostwärts bis Kamtschatka und Japan verbreitet. Isolierte Vorkommen bestehen im Alpenraum, in den Pyrenäen sowie in Südosteuropa.

## Aussehen

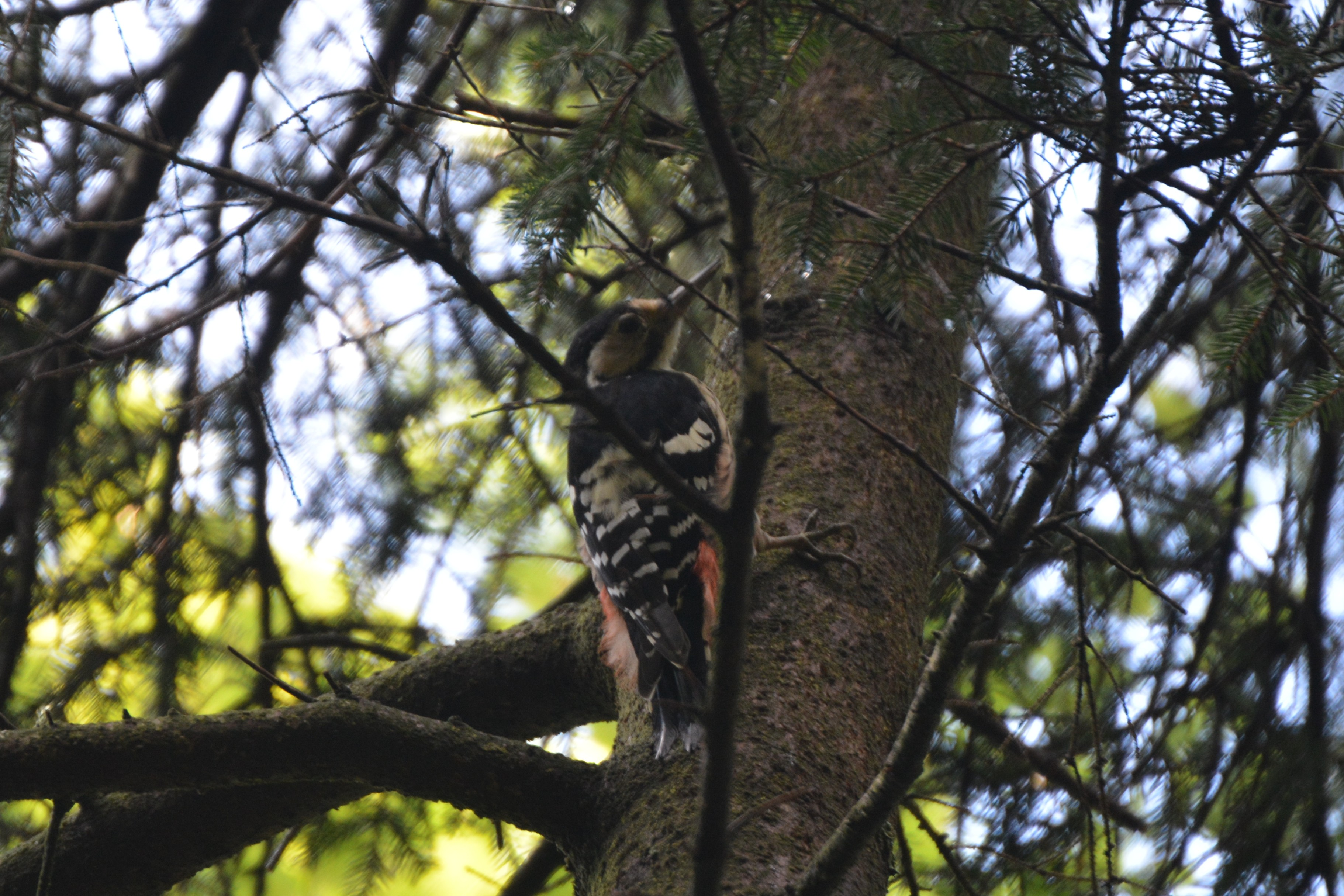
Weiblicher Weißrückenspecht mit schwarzer Kopfplatte

Der Weißrückenspecht ist etwas größer als der allgemein bekannte Buntspecht (D. major), von dem vor allem im Flug die Art nicht immer sicher zu unterscheiden ist. Auch mit dem Blutspecht (D. syriacus) besteht eine erhebliche Verwechslungsmöglichkeit. Der ebenfalls ähnlich gefärbte Mittelspecht (D. medius) müsste aber auf Grund der Größenunterschiede als Verwechslungspartner ausscheiden.
Deutlichstes Erkennungsmerkmal des gut amselgroßen Spechtes ist der rein schwarze obere Rücken, gänzlich ohne weiße Schulterstreifen. Der Unterrücken ist im oberen Teil rein weiß, daher auch der Name des Spechtes, im Verlauf zum Schwanz hin mehr weißgrau. Die Flügel sind kräftig schwarz-weiß gebändert. Beim Männchen ist der Scheitel bis zum Hinterkopf leuchtend rot, beim Weibchen glänzend schwarz. Über dem Schnabelansatz tragen beide Geschlechter ein gelbliches Stirnfeld. Der schwarze Bartstreif reicht in den Nackenbereich, ist aber nur bei wenigen Unterarten (lilfordi) ganz mit ihm verbunden. Brust und Bauch sind rahmfarben mit deutlicher schwarzer Längsstrichelung. Die Unterschwanzdeckfedern sind bei beiden Geschlechtern rosa. Die Unterart lilfordi unterscheidet sich von der Nominatform durch einen bis zum Nacken reichenden Unterbartstreifen sowie durch eine schwarze Querbänderung des weißen Rückens.

## Stimme
Der Kontaktruf des Spechtes ist ein weiches Kjük oder Güg, deutlich leiser, dunkler und gedämpfter als beim Buntspecht. Bei Aufregung werden diese Elemente gereiht und werden dann zu recht hellen und schrillen Rufreihen. Weißrückenspechte trommeln ausdauernd und lange. Die einzelnen Trommelwirbel dauern fast zwei Sekunden und bestehen aus über 40 Einzelschlägen. Während des Trommelns steigert sich die Schlagfrequenz und fällt gegen Ende wieder ab.

### Stimmbeispiel
- Kontaktruf und Trommeln
- Die Sprache der Spechte[1]

## Verbreitung

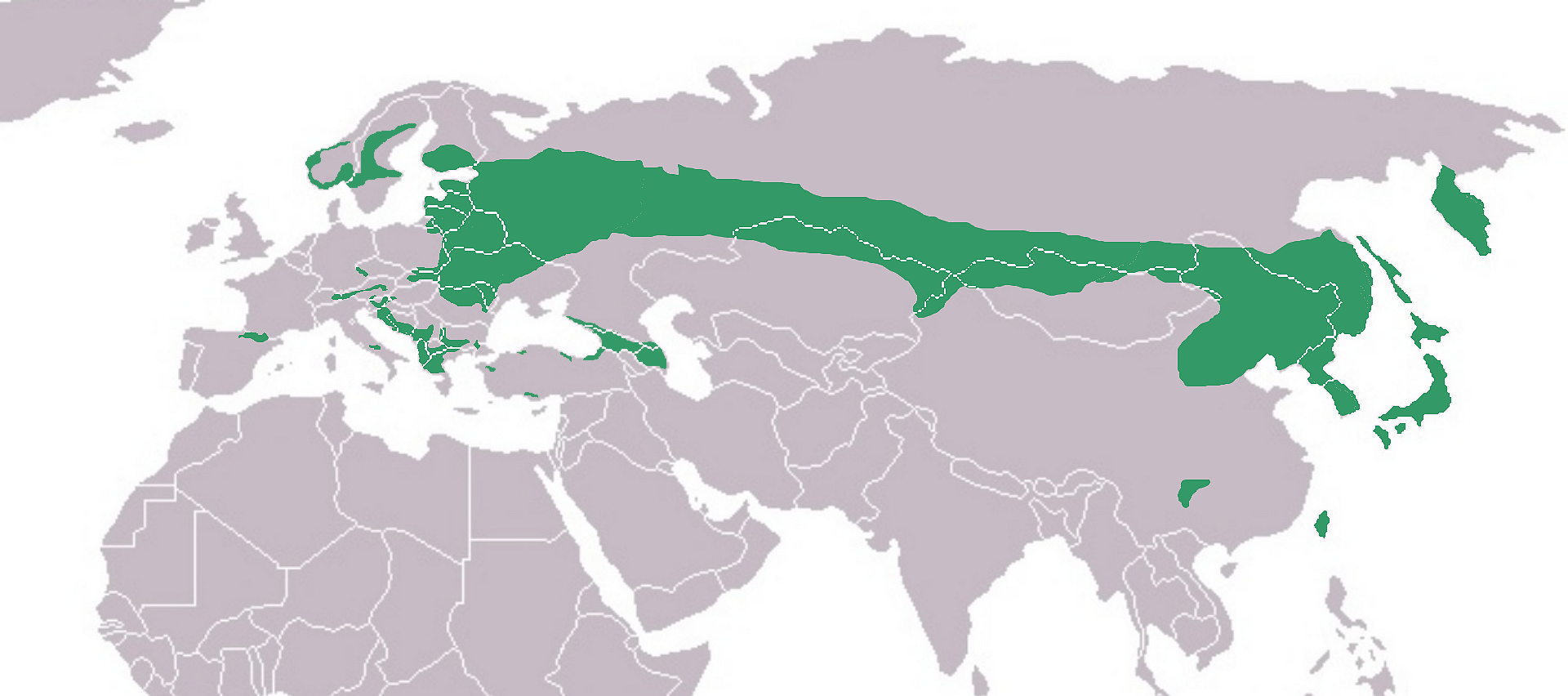
Grün: Jahresvogel

Das große Verbreitungsgebiet des Spechtes liegt vor allem in der Paläarktis. In Randbereichen beziehungsweise isolierten Vorkommen wird auch die orientalische sowie die tropische Faunenregion erreicht. Das Zentrum der geschlossenen Verbreitung liegt in der südlichen Taiga; es beginnt in Mittel- und Südskandinavien und erstreckt sich über das gesamte östliche Europa ostwärts bis zur Pazifikküste und Japan. In Europa bestehen Reliktvorkommen in den Pyrenäen, dem Alpen- und Karpatenbogen, im südlichen Apennin sowie recht ausgedehnt im Balkangebiet. Die Art kommt auch im Kaukasus, in einigen Gebieten des Pontischen Gebirges und des Taurus vor. In Ostasien reichen die Vorkommen bis nach Taiwan und auf dem Festland bis Sichuan und im Südosten bis Fujian. Die Abgrenzung der Verbreitung der Unterarten ist zum Teil nicht gänzlich geklärt:
- D. l. leucotos: Sein Brutgebiet liegt in den europäischen Habitaten ostwärts etwa bis zum Ural.
- D. l. lilfordi: Balkanhalbinsel, Südostanatolien, Südapennin und Korsika. Auch die Weißrückenspechte der Pyrenäen werden meist dieser Unterart zugerechnet. Diese Unterart wird von einigen Autoren als eigenständige Art (D. lilfordi) betrachtet. Dort, wo lilfordi sympatrisch mit leucotos vorkommt, besiedelt lilfordi die deutlich höher gelegenen und stärker laubwalddominierten Habitate.
- D. l. uralensis: Die Vorkommen dieser großen, etwas helleren Unterart schließen sich östlich an die der Nominatform an und reichen, der südlichen Taigagrenze folgend, bis etwa zum Baikalsee.
- D. l. subcirris, die größte, dickschnäbeligste und hellste Unterart, ist auf den nördlichen japanischen Inseln verbreitet.

Im südlichen Ostasien ist diese Art vielfach in isolierten Regionen verbreitet, entsprechend groß ist dort die Anzahl der Subspezies. Der Weißrückenspecht dringt dort auch am weitesten nach Süden bis an den Rand der tropischen Region vor. Diese Unterarten sind kleiner und in der Grundfärbung dunkler als die Nominatform. Erwähnt sei hier die Inselrasse
- D. l. owstoni, da sie am deutlichsten vom Grundfärbemuster abweicht. Sie kommt auf einigen Inseln des Ryūkyū-Archipels vor. Die Rasse ist klein und kurzschnabelig, weist aber von allen Unterarten mit 160 Millimeter die größte Flügellänge auf. Der bei der Nominatform schmutzigweiße Bürzel ist bei ihr schwarz, die Bauchunterseite ist breit schwarz gestreift.

## Lebensraum

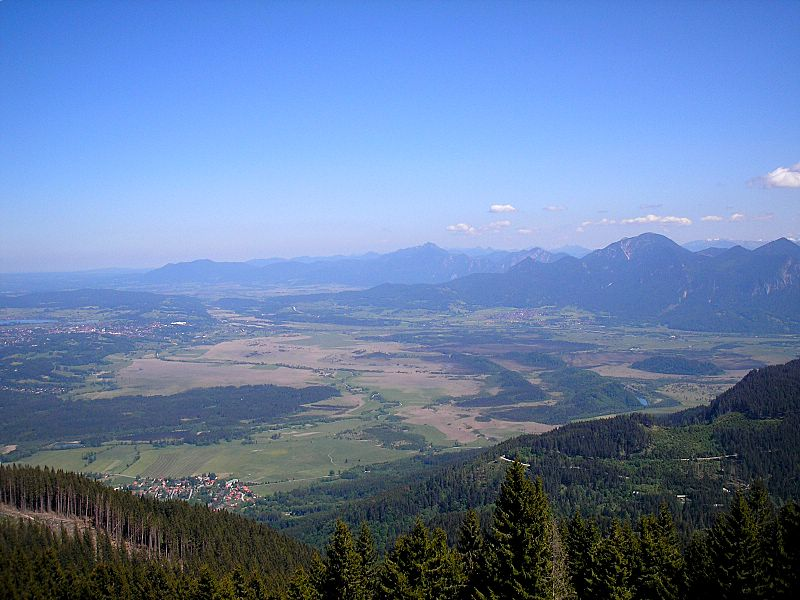
Im Murnauer Moos liegt eines der wenigen außeralpinen Brutvorkommen Mitteleuropas

Die idealen Bruthabitate der Art sind natürliche, meist aufgelockerte Wälder mit einem hohen Anteil an absterbenden und toten Bäumen, Zustände, die nur in weitgehend naturbelassenen unkultivierten Wäldern bestehen. Laub- und Laubmischwälder werden solchen mit einem hohen Anteil an Nadelgehölzen vorgezogen, in Ostasien besiedelt der Weißrückenspecht fast ausschließlich reine Laubwälder. In den südlichen Taigawäldern wurden die höchsten Bestandsdichten in aufgelockerten Birken- und Espenbeständen entlang der großen Ströme festgestellt. Häufig finden sich auch in durch Windbruch oder Lawinen beeinträchtigten Waldgebieten vergleichsweise hohe Bestandsdichten. Waldrandlagen, sowie Grenzbereiche zu ausgedehnteren Lichtungen werden bevorzugt. Ähnlich dem Grauspecht meidet die Art ausgesprochene Kälteinseln und (zumindest im nördlichen Teil des Verbreitungsgebietes) in Nordrichtungen ausgelegte Hanggebiete. Diese thermophile Tendenz ist aber weniger dem Specht selbst zuzusprechen als einigen seiner Hauptnahrungsquellen (Entwicklungsstadien verschiedener Käferarten), die mehr oder weniger wärmeliebend sind. In südexponierten Lagen werden zudem liegende Tothölzer, an denen diese Art vor allem nach Nahrung sucht, im Frühjahr früher schneefrei als in Nordlagen. Wälder in ihrer optimalen Wuchsphase werden wohl auf Grund ihrer relativ geringen Lichtdurchflutung und des geringeren Totholzanteiles weniger gern besiedelt als Waldgebiete in ihrer Zerfallsphase. Wälder in ihrer Jugendphase werden von dieser Art vollständig gemieden.
Die vertikale Verbreitung der Art ist vielfältig, sodass keine eindeutige Präferenz einer bestimmten Höhenstufe erkennbar ist. Die Art bewohnt geeignete Habitate von der planaren Stufe bis zum Rande der jeweiligen, geographisch unterschiedlich hoch gelegenen Waldgrenzen. Die Bevorzugung submontaner und montaner Habitate in Europa hängt mit der Tatsache zusammen, dass nur in diesen Höhenstufen die Anforderungen der Art an ihren Lebensraum erfüllt werden.
In Mitteleuropa sind die Vorkommen der Art bis auf wenige Ausnahmen (zum Beispiel im Murnauer Moos) auf alpine Berglagen beschränkt.

## Verhalten

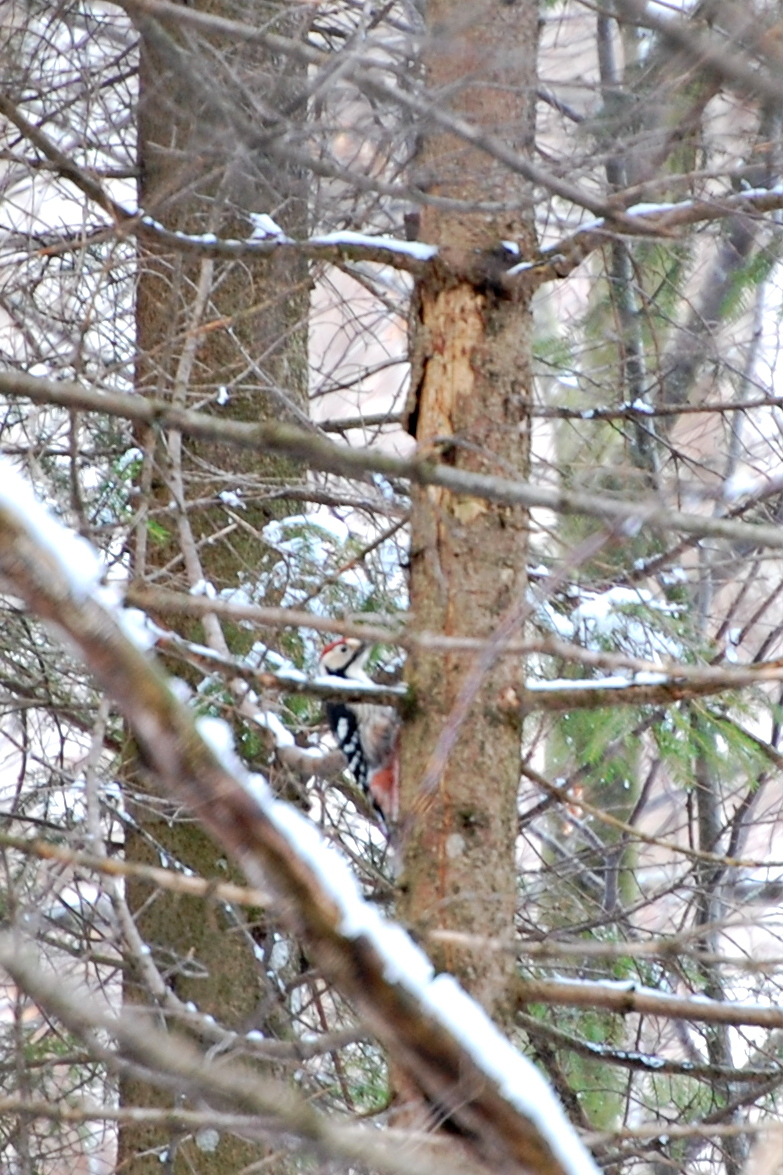
Weißrückenspecht bei der Nahrungssuche. Die Bänderung des Flügels ist deutlich zu erkennen.

Das Aktivitätsprofil zeigt einen zweigipfeligen Verlauf mit Aktivitätsspitzen am frühen Vormittag und während des mittleren Nachmittags. Dazwischen liegen ausgedehnte Ruhe- und Putzperioden.
Die Art ist ähnlich dem Buntspecht ganzjährig ortstreu. Territoriales Verhalten zeigt sie jedoch nur während des Bruthalbjahres. Die Phase der Reviergründung beziehungsweise Revierbehauptung beginnt meist im Spätwinter mit langen Trommelreihen, die bevorzugt an alten Bäumen stattfinden, die freie Rundumsicht bieten. Ab diesem Zeitpunkt werden männliche Artgenossen aus dem Revier vertrieben, auch gegenüber dem Buntspecht zeigt er Aggressivverhalten.
Am Boden und auf großen waagrechten Ästen bewegt sich der Specht durch beidbeiniges Hüpfen, auf steilen Ästen durch Klettern, wobei der Schwanz wie bei den meisten Spechten als Stütze dient. Stammab klettert der Weißrückenspecht nicht kopfüber, sondern rückwärts. Nur in der Bruthöhle klettert der Specht auch mit dem Kopf voraus.
Der Flug ist ein sehr schneller Bogenflug, wobei in der Aufwärtsphase kräftige Flügelschläge erfolgen, in der Talphase die Flügel eng an den Körper angelegt sind. Weite, freie Flächen werden nur äußerst ungern überflogen.
Die Ruhe und Putzperioden während des Tages werden meist hängend an einem Baumstamm verbracht, die nächtlichen Schlafperioden jedoch in Schlafhöhlen.

## Nahrung

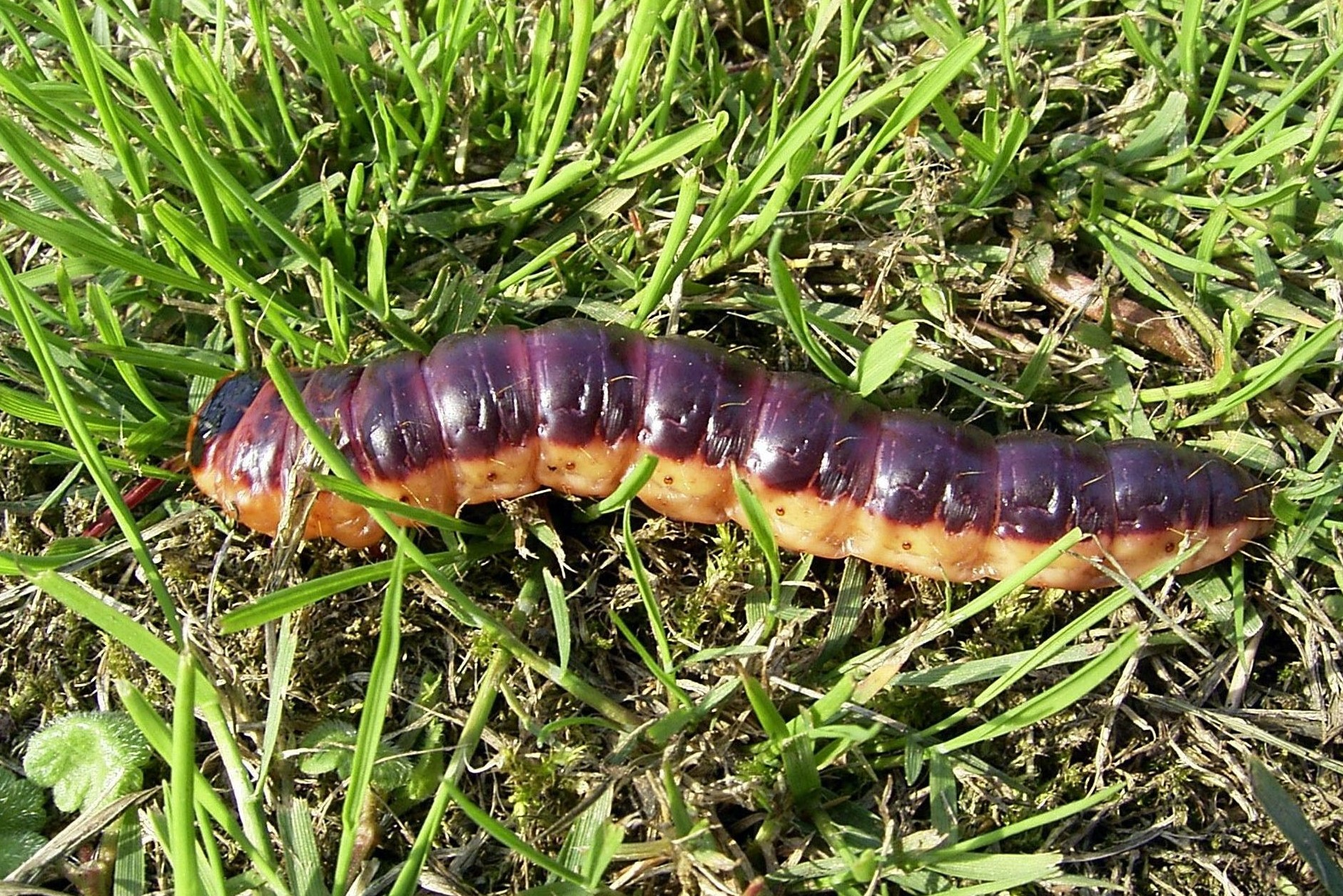
Weidenbohrer-Raupe (Cossus cossus)

Der Weißrückenspecht lebt hauptsächlich von Insekten und deren Entwicklungsstadien, insbesondere von solchen, die im absterbenden, toten beziehungsweise zerfallenden Holz vorkommen. Dabei zeigt er eine deutliche Vorliebe für die Raupen des Weidenbohrers (Cossus cossus) und die Larven von Prachtkäfern und verschiedenen Bockkäferarten. Er liest aber auch frei auf Stämmen, Ästen oder Blättern vorkommende Insekten ab. Im Sommer und Herbst spielt auch pflanzliche Kost eine gewisse Rolle, vor allem Vogel-Kirschen und Haselnüsse. Bei ostasiatischen Unterarten scheinen verschiedene Nüsse einen größeren Anteil an der Gesamtnahrungsmenge zu spielen.

### Nahrungserwerb
Der Weißrückenspecht erbeutet seine Nahrungstiere, indem er ihre Fressgänge im toten, oft schon zerfallenden Holz aufhackt. Die dabei entstehenden großflächigen und tiefen Löcher sind kennzeichnend für die Art. Bevorzugt werden liegende Stämme, nur bei hoher Schneebedeckung werden auch stehende Stämme – meist in geringer Höhe – bearbeitet. Während der Brutzeit spielt auch das Absuchen von Blättern und Zweigen, zum Teil sogar Gelegenheitsjagd auf Fluginsekten eine gewisse Rolle.
Obgleich der Weißrückenspecht seine Nahrung in nur geringer Entfernung von der Bruthöhle zu finden sucht, sind Futterflüge von bis zu zwei Kilometern keine Seltenheit. Entsprechend groß sind auch die Reviere dieser Art.

## Brutbiologie
Im Sexual- und Brutverhalten zeigt der Weißrückenspecht einige Gemeinsamkeiten mit dem Buntspecht, allerdings sind viele Teilbereiche der Brutbiologie dieser Art noch nicht ausreichend erforscht und dokumentiert.
Der Weißrückenspecht führt eine monogame Brutsaisonehe, doch scheint auch ein gewisser loser Zusammenhang während der Wintermonate zu bestehen, sodass Wiederverpaarungen der letztjährigen Bruteltern nicht selten sind. Die Paarbildung sowie die Reviergründung beginnt regional sehr unterschiedlich im Spätwinter. In dieser Zeit ist der Specht durch sein sehr lautes Trommeln sehr auffällig.

### Paarbildung
Wie bei allen Spechten dauert die Balzzeit sehr lange, offenbar ist eine sehr sensible Synchronisation der Verhaltensweisen notwendig, um einen gleichmäßigen Aggressionsabbau und somit eine erfolgreiche Paarbildung zu ermöglichen. Erstes Trommeln ist schon im Hochwinter zu vernehmen, etwas später können Verfolgungsjagden (meist in der Nähe von Schlafhöhlen) beobachtet werden. Danach bietet das Männchen dem Weibchen Schlafhöhlen an, vertreibt es aber zu Beginn dieses Balzabschnittes noch davon; erst wenn das Weibchen eine Schlafhöhle bezieht, scheint die Paarbildung vollzogen zu sein.

### Bruthöhle
Die Bruthöhle wird meist in abgestorbenen, oft schon von Baumpilzen befallenen Laubbäumen gezimmert. Die geräumigen Höhlen sind bis zu 40 Zentimeter tief und etwa 15–18 Zentimeter breit. Das oft etwas hochovale Schlupfloch weist eine Weite zwischen 50 und 60 Millimeter auf. Die Spechte tragen kein Nistmaterial ein, auch sind wegen des weichen Materials wenig Späne am Höhlenboden vorhanden. Meist werden mehrere Bruthöhlen gebaut, es wurde aber auch beobachtet, dass der Specht eine Bruthöhle über Jahre wiederverwendete oder dass alte Schlafhöhlen als Bruthöhle adaptiert wurden. Brutverluste durch Umstürzen der oft sehr verwitterten Brutbäume sind nicht selten.

### Gelege und Brut

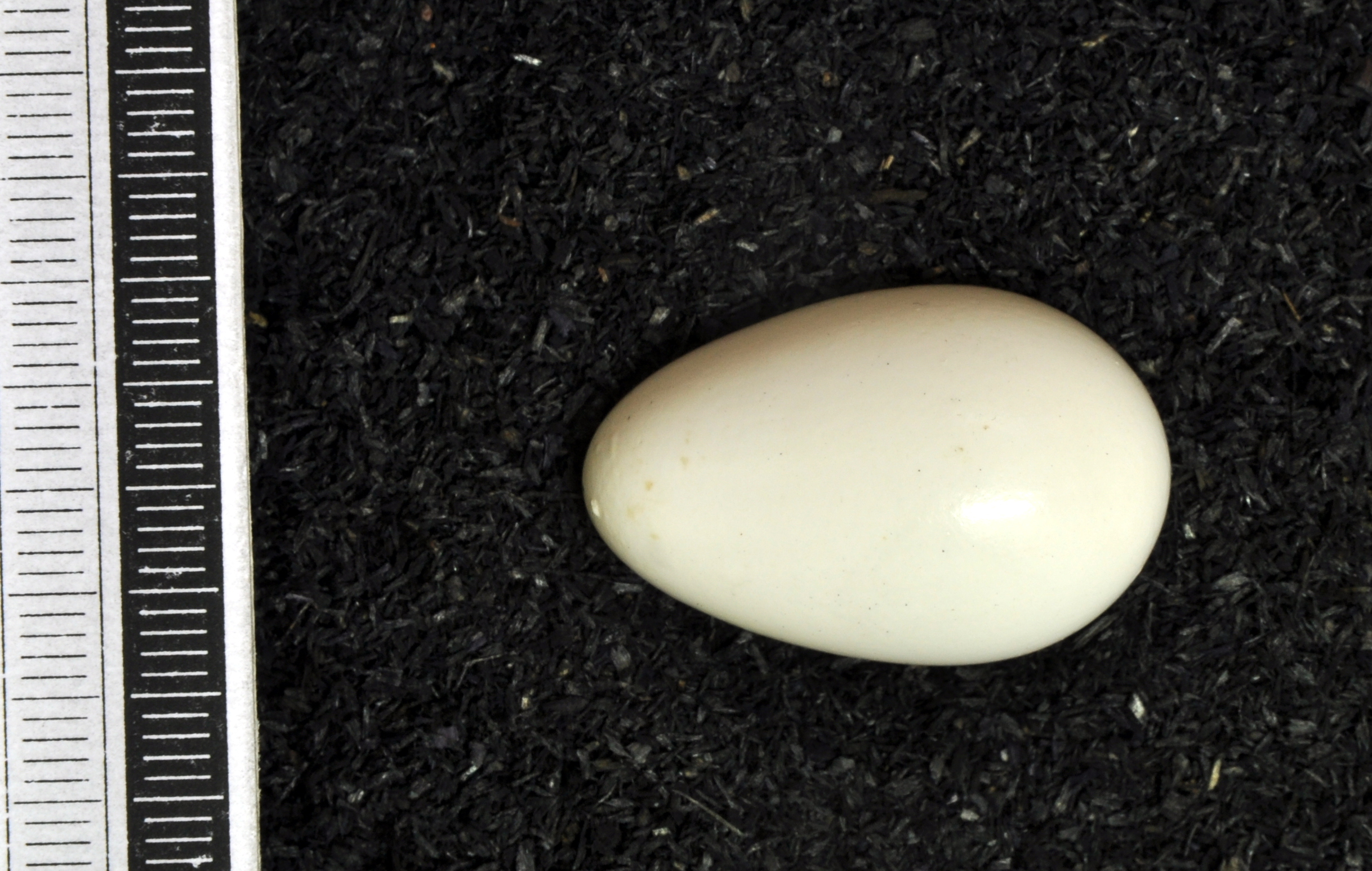
Ei, Sammlung Museum Wiesbaden

Das Gelege besteht aus 3 bis 5 rein weißen, eher rundovalen Eiern mit einer Durchschnittsgröße von 28 × 23 Millimeter. Sie sind also etwas größer als die des Buntspechtes. Die Eiablage beginnt schon ab Anfang April, die Zeiträume weisen jedoch große regionale Unterschiede auf. Das Gelege wird von beiden Eltern etwa 13 bis 16 Tage bebrütet. Die Nestlingszeit beträgt – witterungsabhängig – zwischen 25 und 32 Tagen. Nach dem Ausfliegen löst sich der Familienverband sehr schnell auf und die Jungspechte verlassen das Brutgebiet, wobei die Wanderungen unterschiedlich weit und in unterschiedliche Richtungen führen können.

### Hybridisierungen
Gelegentlich, besonders an den Rändern des Verbreitungsgebietes kommt es zu Mischbruten zwischen Buntspecht und Weißrückenspecht. Über die Fertilität der Jungen, die Gefiedermerkmale beider Elternteile aufweisen, ist nichts bekannt.

## Wanderungen
Adulte Weißrückenspechte sind in ihrem gesamten Verbreitungsgebiet überwiegend Standvögel. Jungspechte dismigrieren, doch auch sie entfernen sich in der Regel nicht sehr weit vom Brutgebiet. Selten kommt es zu echten Wanderbewegungen, die möglicherweise mit Evasionen des Buntspechtes zusammenhängen, die einzelne Weißrückenspechte mitreißen.

## Bestand und Bedrohung
Für weite Bereiche des Verbreitungsgebietes fehlen Angaben zur Bestandsdichte und zur Populationsdynamik. Die gut erfassten südostpolnischen Vorkommen sind stabil, während sich in Nordpolen der Habitatsverlust gravierend auswirkt. Europaweit gilt der Bestand der Art als gesichert (S – secure), obwohl sie in den Roten Listen der meisten mitteleuropäischen Staaten aufscheint. In der Roten Liste der Brutvögel Deutschlands von 2020 wird die Art in der Kategorie 2 als stark gefährdet geführt.
Diese Spechtart war in Mitteleuropa immer eher selten. Zusätzlich hat die Intensivierung der Forstwirtschaft viele Waldgebiete für den Weißrückenspecht unbewohnbar gemacht. Dennoch scheinen genauere Nachsuchen in den letzten Jahren höhere Bestände der Art nahezulegen als bisher angenommen. So wurde die der Weißrückenspecht erst 1975 in Vorarlberg erstmals nachgewiesen; danach konnte eine Anzahl weiterer Reviere festgestellt werden. Auch im Ötscher-Dürrenstein-Gebiet in Niederösterreich bestehen gute Vorkommen dieser Art.
In Deutschland ist der Weißrückenspecht in den Alpen flächig verbreitet, in den Bayerischen Voralpen kommt er lokal vor, manchmal weitgehend isoliert, so im Kürnacher Wald, im Buchenberger Wald und im Pfaffenwinkel. Im räumlich davon getrennten Bayerischen Wald war die Art bis zum Beginn großflächiger Holznutzung weit verbreitet, Diese Population ist seither rückläufig, es haben sich nur sehr geringe Restvorkommen erhalten.
Möglicherweise wird die Art kurzfristig auch vom Waldsterben und von den Sturmereignissen der letzten Jahre etwas profitieren können.
Langfristig können die mitteleuropäischen Bestände aber nur durch den Erhalt naturnaher Mischwälder mit großem Totholzanteil sichergestellt werden.